# Вильнав-пре-Марсак
Вильна́в-пре-Марса́к (фр. Villenave-près-Marsac, окс. Vilanava) — коммуна во Франции, находится в регионе Юг — Пиренеи. Департамент — Верхние Пиренеи. Входит в состав кантона Вик-ан-Бигор. Округ коммуны — Тарб.
Код INSEE коммуны — 65477.

## География
Коммуна расположена приблизительно в 640 км к югу от Парижа, в 115 км западнее Тулузы, в 12 км к северу от Тарба.
На востоке коммуны протекает река Адур.

## Климат
Климат умеренно-океанический с солнечной тёплой погодой и обильными осадками на протяжении практически всего года.

## Население
Население коммуны на 2010 год составляло 69 человек.
| 1962 | 1968 | 1975 | 1982 | 1990 | 1999 | 2010 |
| ---- | ---- | ---- | ---- | ---- | ---- | ---- |
| 47   | 54   | 45   | 42   | 43   | 43   | 69   |

## Администрация
| Период | Период | Фамилия       | Партия | Примечания |
| ------ | ------ | ------------- | ------ | ---------- |
| 2001   | 2014   | Жак Лапер     |        |            |
| 2014   | 2020   | Тереза Песере |        |            |

## Экономика
В 2010 году среди 51 человека трудоспособного возраста (15-64 лет) 38 были экономически активными, 13 — неактивными (показатель активности — 74,5 %, в 1999 году было 77,4 %). Из 38 активных жителей работали 35 человек (18 мужчин и 17 женщин), безработных было 3 (1 мужчина и 2 женщины). Среди 13 неактивных 7 человек были учениками или студентами, 5 — пенсионерами, 1 был неактивным по другим причинам.